# Clodoaldo Espinosa Bravo
Clodoaldo Alberto Espinosa Bravo (Huertas, Jauja, 7 de septiembre de 1900 — Lima, 11 de abril de 1969) fue un escritor, poeta, periodista y ensayista peruano. Su poesía es futurista, descriptiva y alusiva unas veces recargada de cultivismo y de regionalismo.

## Biografía
Hijo de Teodoro V. Espinosa y de María Cristina Bravo. Nació en Huertas, distrito de la provincia de Jauja. En Jauja estudió en la Escuela Fiscal No 501, y parte de la instrucción secundaria en el Colegio Nacional San José de Jauja donde publicó el semanario Luz de juventud (1920).
Espinosa ha sido golpeado crudamente por la vida; tuvo a su madre muy enferma desde que Espinosa tuvo sólo dos años de edad, su madre murió ciega y enferma del cerebro el 5 de noviembre de 1942, Espinosa le dedicó un libro titulado Madre el cual fue editada en 1960, su padre fue dipsómano y bohemio que muere en 1918.
Se dedicó al periodismo, fundando el periódico Azul (1922), que fue de carácter polémico y combativo y que se cierra poco después de su fundación.
Colabora también con el Boletín parroquial otorgado por el padre Francisco Carlé (1923). En 1924 un artículo suyo sobre "Las heroínas Toledo de Concepción", aparece en el diario El Comercio de Lima; La voz de Huancayo, El minero de Cerro de Pasco y el Porvenir de Jauja.
Colaboró en la famosa revista dirigida por José Carlos Mariátegui: Amauta de 1926 a 1933 y en la revista Mundial.
Fue jefe de redacción de La Revista Semanalde Lima por cinco meses, se sintió obligado a renunciar por hacer causa común con Roberto MacLean y Estenós y Arias Larreta que habían sido despedidos por Federico More Barrionuevo. Y de vuelta en Jauja colaboró con La Voz de Tarma y La Voz de Huancayo, para El Minero de Cerro de Pasco y El Porvenir de Jauja.
Perdió sus dos piernas en un accidente ferroviario en 1956, fue cuando descendía del tren de pasajeros resbalando a las rieles y las ruedas de un coche le cercenan las dos piernas; pero no lo arredró a seguir escribiendo. Incluso en 1957 publicó Cuaderno de Poesía en colaboración con Jaime Galarza Alcántara y Armigio Pérez Contreras.
El 11 de febrero de 1958 contrae matrimonio con Fina Concha Villar, la boda fue civil dentro del Hospital Obrero de Lima a pocos días de salir del hospital después de su fatal accidente de las piernas y la ceremonia religiosa en el Santuario de Muruahuay de Acobamba Tarma.
En marzo de 1969 sufre un ataque renal y pierde la conciencia. El 11 de abril fallece en el Hospital 2 de Mayo de Lima. Sus restos son inhumados en el Cementerio El Ángel en Lima.

## Obras
- En verso:
  - (1946) Cardiogramas, Lima, Editorial Médica Peruana, páginas 1-246.
  - (1960) Madre, Lima, Taller Gráfico P.L. Villanueva, páginas 27-77.
  - (1960) Los bandidos, Lima, Taller Gráfico P.L. Villanueva, páginas 15-37.

- En Prosa:
  - (1936) Facetas de Jauja, Jauja, Imprenta Sanguinetti, páginas 9-248.
  - (1956) Por Huancayo, Jauja, Imprenta Villanes, páginas 3-114.
  - (1961) 10 figuras de américa, Lima, Taller gráfico P.L Villanueva, páginas 308.
  - (1964) Jauja antigua, Lima, Taller gráfico P.L. Villanueva, páginas 584.
  - (1967) El hombre de Junín frente a su paisaje y su folklore, Lima. Taller gráfico. P.L. Villanueva, dos tomos, páginas 956

- En periódicos y revistas:
  - Claridad y Enterpe de Buenos Aires.
  - América española de Cartagena.
  - El diario y Ecos de provincia de México.
  - Mundial, Revista semanal, Variedades, Turismo, Pensamiento peruano,  Revista del Museo Nacional, Cultura peruan, El Comercio, La Prensa, La Crónica, y La noche de Lima.
  - Democracia, La sierra, y La vos de Huancayo de Huancayo.
  - Azul, Boletín parroquial, Luz de juventud, Índice, El porvenir, Acolla, Magisterio y Hatun Xauxa de Jauja.
  - El diario y El minero de Cerro de Pasco.
  - La voz de Tarma de Tarma.
  - Huamanga de Ayacucho.

- Obra póstuma:
  - Mitología del Valle del Mantaro, 1971[4] ISSN 0185-1179